# Lùnapop
Lùnapop — итальянская поп-рок-музыкальная группа, действующая с 1999 по 2001 год.

## История
Lùnapop выпустила свой единственный полноформатный альбом на итальянском языке «…Squérez?» в 1999 году. Альбом быстро стал коммерческим успехом, а сингл «50 special» занял первое место в итальянских чартах в 1999 году «…Squérez?», будучи третьим самым продаваемым альбомом в Италии в 2000 году. Группа получила награды как лучшая группа Италии, лучший альбом и лучший новичок в 2000 году.
Lùnapop также был номинирован на музыкальную премию MTV Europe Music Award 2000 года и получил премию Festivalbar award 2000 года со своим синглом «Qualcosa di grande».
Lùnapop распался в 2001 году. Солист группы Чезаре Кремонини продолжил успешную сольную карьеру. Его товарищ по группе Lùnapop, Никола Балестри, присоединился к нему в его новой группе вместе с другими музыкантами. С тех пор как Кремонини стал сольным исполнителем, он выпустил четыре сольных альбома: «Bagus», «Maggese», «1+8+24» и «Il primo bacio sulla Luna». Сольные хиты включают в себя «Vieni a vedere perché», «Latin Lover», «Gongi-Boy», «Marmellata #25», «Dicono di me» and «Figlio di un re». Алессандро Де Симоне, Габриэле Галасси и Андреа Капоти сформировали группу Liberpool в 2008 году. Их первый сингл «Sotto i portici» был выпущен в 2009 году, а затем последовал альбом под названием LP. Микеле Джулиани ушел из музыкальной индустрии.

## Дискография

### Альбомы
- 1999: ...Squérez?

### Синглы
- 1999: "50 special"
- 2000: "Un giorno migliore"
- 2000: "Qualcosa di grande"
- 2000: "Se ci sarai"
- 2001: "Resta con me"
- 2001: "Vorrei"